# گریفشتدت
گریفشتدت (به آلمانی: Griefstedt) یک شهر در آلمان است که در زومردا واقع شده‌است. گریفشتدت ۳۱۵ نفر جمعیت دارد.